# Front de les Minories del Nord-Est
Front de les Minories del Nord-est (North East Minority Front NEMF) és un grup terrorista inactiu de la minoria mayang (estrangers vivint a Manipur) de Manipur, que es va formar el 1995 després d'un cert temps de conflicte entre meiteis i mayangs. Tenia uns 35 membres.